# Odprto prvenstvo Avstralije 2001
Odprto prvenstvo Avstralije 2001 je teniški turnir, ki je potekal med 15. in 28. januarjem 2001 v Melbournu.

## Moški posamično
Andre Agassi :  Arnaud Clément 6–4, 6–2, 6–2

## Ženske posamično
Jennifer Capriati :  Martina Hingis 6–4, 6–3

## Moške dvojice
Jonas Björkman /  Todd Woodbridge :  Byron Black /  David Prinosil 6–1, 5–7, 6–4, 6–4

## Ženske dvojice
Serena Williams /  Venus Williams :  Lindsay Davenport /  Corina Morariu 6–2, 2–6, 6–4

## Mešane dvojice
Corina Morariu /  Ellis Ferreira :  Barbara Schett /  Joshua Eagle 6–1, 6–3